# Can-Studio
Das Can-Studio war ursprünglich das Tonstudio der deutschen Krautrock-Band Can, das nach deren Auflösung 1978 von deutschen und auch internationalen Musikschaffenden genutzt wurde.

## Entstehung

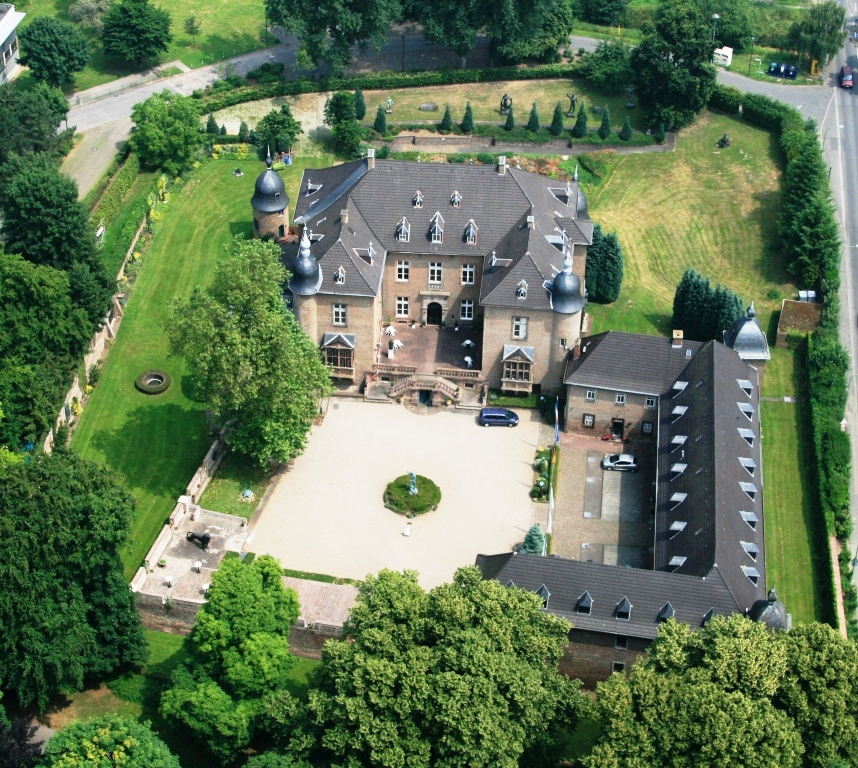
Schloss Nörvenich, in dem 1968 das Can-Studio unter dem Namen „Inner Space Studio“ eingerichtet wurde

Die deutsche Band Can richtete 1968 ihr eigenes Studio zunächst im Schloss Nörvenich in der Nähe von Köln ein. Das Studio zog 1971 nach Weilerswist – ebenfalls nahe Köln. Die Band nannte das nun in einem ehemaligen Kino untergebrachte Studio „Inner Space Studio“.
Das Studio zeichnete zwei Besonderheiten aus:
- Während in anderen professionellen Tonstudios Aufnahme- und Mischraum voneinander getrennt sind, befand sich das Mischpult der Band Can direkt im Aufnahmeraum bei den Musikern. So entsteht eine größere Nähe zwischen Musikern und Produzenten bzw. Technikern, während die Musiker direkter auf den Klang ihrer Musik Einfluss nehmen können.
- Zudem wurden die verschiedenen Instrumente der Band nicht getrennt auf einem Mehrspurtonbandgerät, sondern live auf einem Mastertape aufgenommen.

Um einen möglichst hallfreien Raum zu schaffen, wurde das „Inner Sound Studio“ mit ausgedienten Matratzen der Bundeswehr ausgekleidet. Diese Isolierung sollte gleichzeitig verhindern, dass die Nachbarschaft vom lauten Proben der Band beeinträchtigt wird. Die unansehnlichen Matratzen an den Wänden wurden von Vorhängen verdeckt, die die Künstlerin Christine Scholl farblich gestaltet hatte.
Erst 1975 wandte sich Can davon ab, ihre Musik live zu produzieren und beschaffte sich ein 16-Spur-Tonbandgerät. Weiteres Audioequipment für das Studio hatten die Bandmitglieder von Can selbst gebaut bzw. nach eigenen Vorstellungen anfertigen lassen.

## Weitere Nutzung nach 1978
Nach der Auflösung von Can im Jahr 1978 nutzen zunächst die einzelnen Bandmitglieder das „Inner Sound Studio“ für eigene Projekte. Auf Bestreben des deutschen Produzenten Conny Plank wurde das Studio auch anderen Musikschaffenden zur Verfügung gestellt. Unter der Leitung des Produzenten René Tinner wurde das „Inner Sound Studio“ in „Can-Studio“ umbenannt.
Einer der ersten Künstler, der im Can-Studio arbeitete, waren der Sänger Joachim Witt und seine Band. Deren Album Silberblick entstand vollständig im Can-Studio, inklusive der erfolgreichen Single Goldener Reiter. Der kommerzielle Erfolg und die guten Arbeitsbedingungen im Can-Studio bewogen Witt, das Studio mit weiterer Tontechnik auszustatten.
Die deutsche Band Trio nahm im Can-Studio ihr zweites Album größtenteils auf. Trio, die aus dem provinziellen Großenkneten stammten, schätzen nicht nur das Studio, sondern das ebenfalls provinzielle Weilerswist und nutzten gar für den Song Wake Up das örtliche „Weilerswist Männerquartett“. Ein Werbefilm für das Album Bye Bye zeigt einen seltenen Einblick in die Arbeitsprozesse im Can-Studio.
Nach der Auflösung von Trio 1986 nahm deren Sänger Stephan Remmler bis Mitte der 1990er Jahre weite Teile seiner Solowerke im Can-Studio auf.
Neben Joachim Witt, Trio und Stephan Remmler produzierten insbesondere Bläck Fööss, Marius Müller-Westernhagen oder Element of Crime mehrere erfolgreiche Alben im Can-Studio.
Auch internationale Musikschaffende nutzen das Can-Studio. Hier entstand beispielsweise die Erfolgssingle Captain of her Heart der Band Double.

## Heutige Nutzung

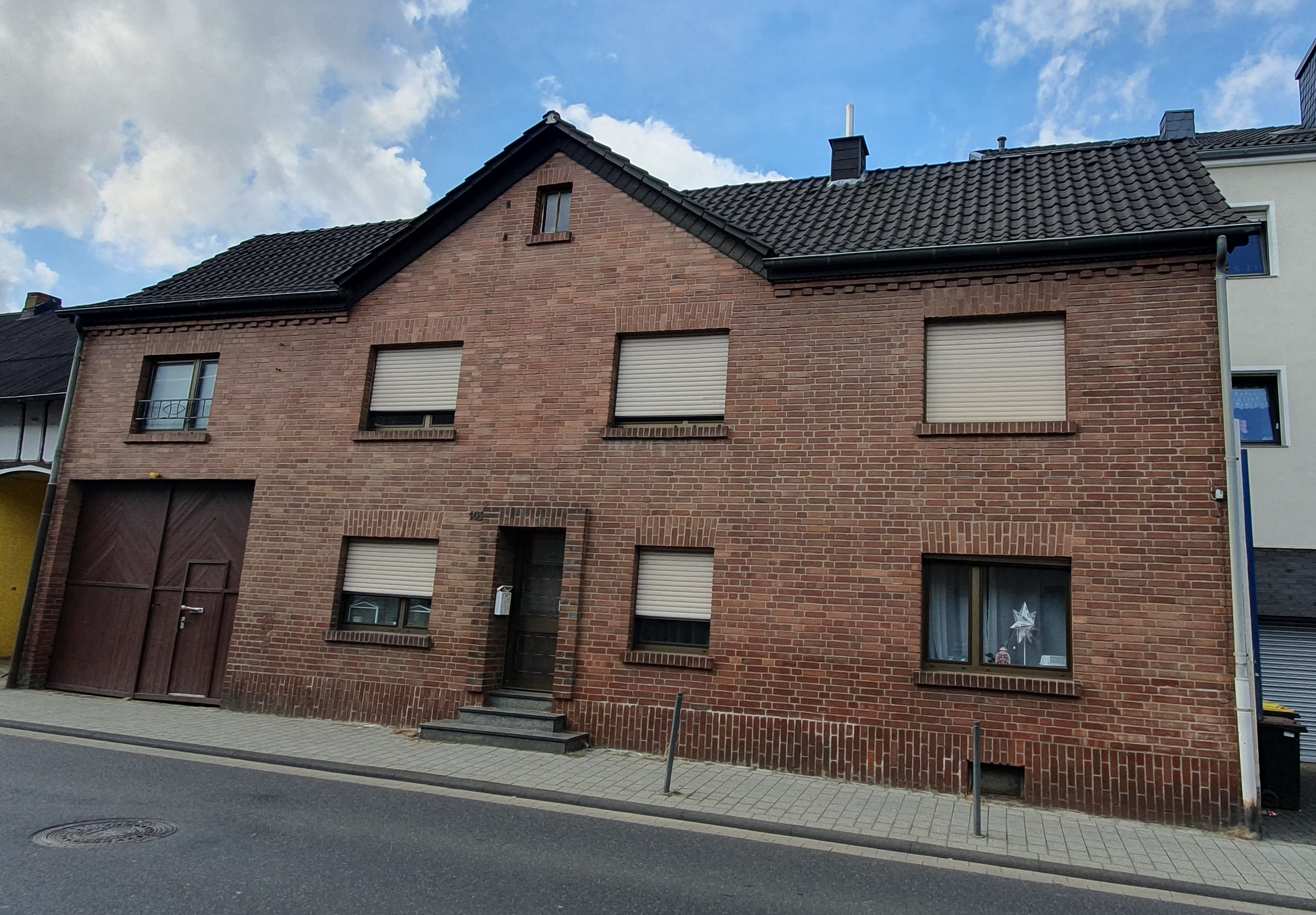
Ehemaliges Can-Studio in Weilerswist (Eingang links)

Um das Jahr 2000 herum setzte in Deutschland ein Sterben vieler Tonstudios ein. Auch das Can-Studio musste geschlossen werden.
2007 wurde das komplette Studio abgebaut und im Rock- und Popmuseum in Gronau voll funktionsfähig wieder aufgebaut. Für Musikproduktionen wird es kaum noch genutzt, jedoch werden aus dem Studio gelegentlich Live-Konzerte von Newcomer-Bands übertragen.
In den ehemaligen  Räumlichkeiten des Can-Studios (Kölner Str. 103, 53919 Weilerswist) befindet sich heute ein Tanzstudio  (Stand Sommer 2023).